# Karneia

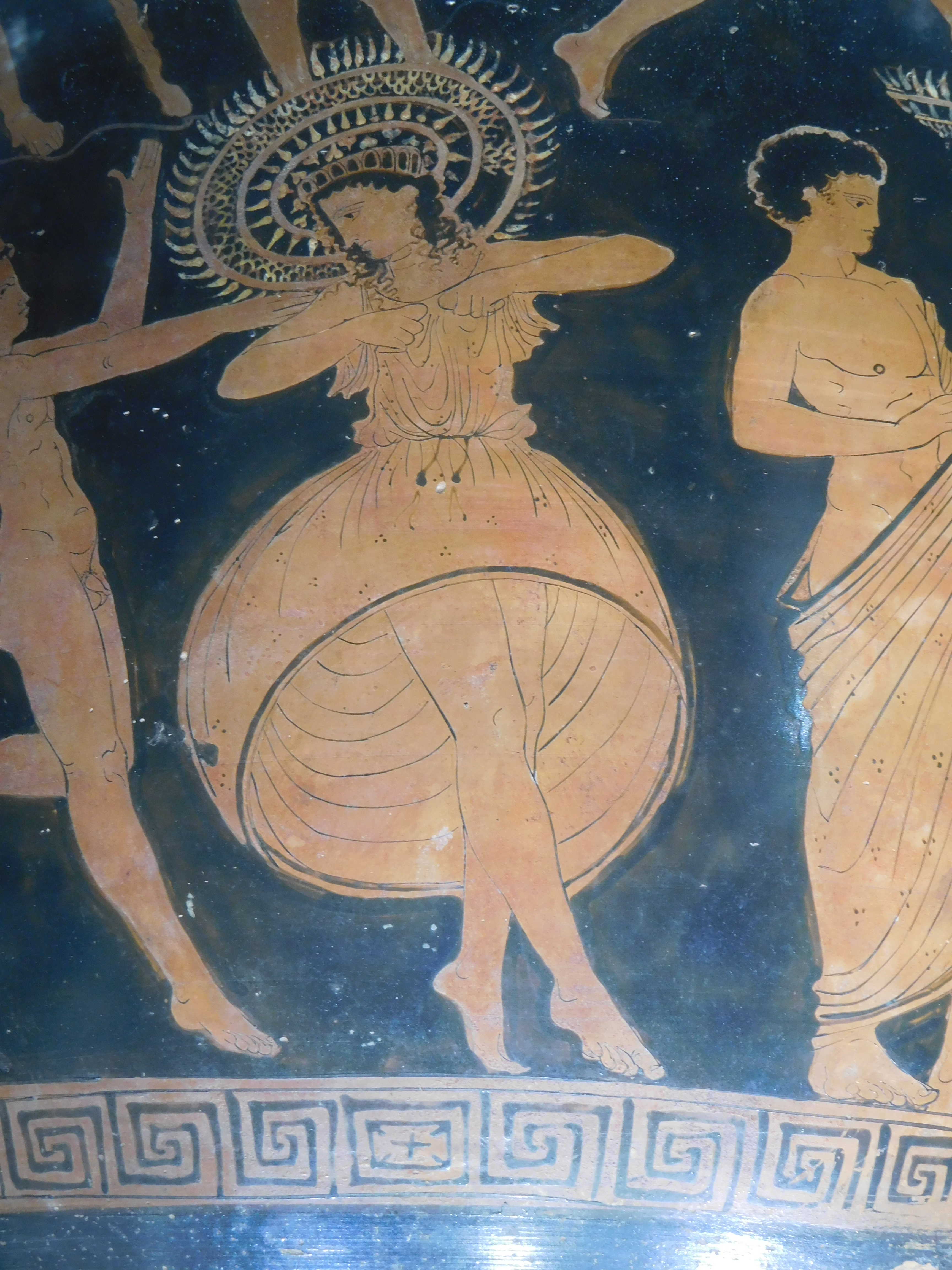
kalathiskos-Tänzer im Karneios Tempel, 5. Jh. v. Chr., Krater aus Ceglie del Campo.

Karneia (griech. Καρνεῖα) war das Fest zu Ehren des Gottes Apollon Karneios, es wurde vor allem in der Region um Sparta im August gefeiert und dauerte 9 Tage. Das Fest endete bei Vollmond. Nach ihm wurde der Monat als Karneios benannt.
Im Rahmen des Festes wurde neben sportlichen Wettkämpfen auch ein Musik-Wettkampf für Spieler der Kithara veranstaltet, seit 676 v. Chr. wurden die Sieger aufgezeichnet. Der erste bekannte Sieger war Terpandros.
Als weiterer wichtiger Ritus dieses Festes wurde ein junger Mann, der im Vorfeld zu den „Stadtgöttern“ gebetet hatte, von den unverheirateten Männern, den so genannten Staphylodromoi (Weinrebenläufer) gejagt. Wurde er gefangen, war dies ein gutes Omen für die Polis, entkam er jedoch, war dies ein schlechtes Zeichen für die Zukunft. 
Für die Spartaner war es ein sehr bedeutendes Fest. So war es nicht gestattet, während dieser Zeit in den Krieg zu ziehen. Dies führte dazu, dass die Spartaner bei der Schlacht bei Marathon zu spät erschienen.

## Einzelnachweis
1. ↑  John K. Papadopoulos: The Motya Youth: Apollo Karneios, Art, and Tyranny in the Greek West. The Art Bulletin, Vol. 96, No. 4 (December 2014), pp. 395-423